# Hjortholm Voldsted

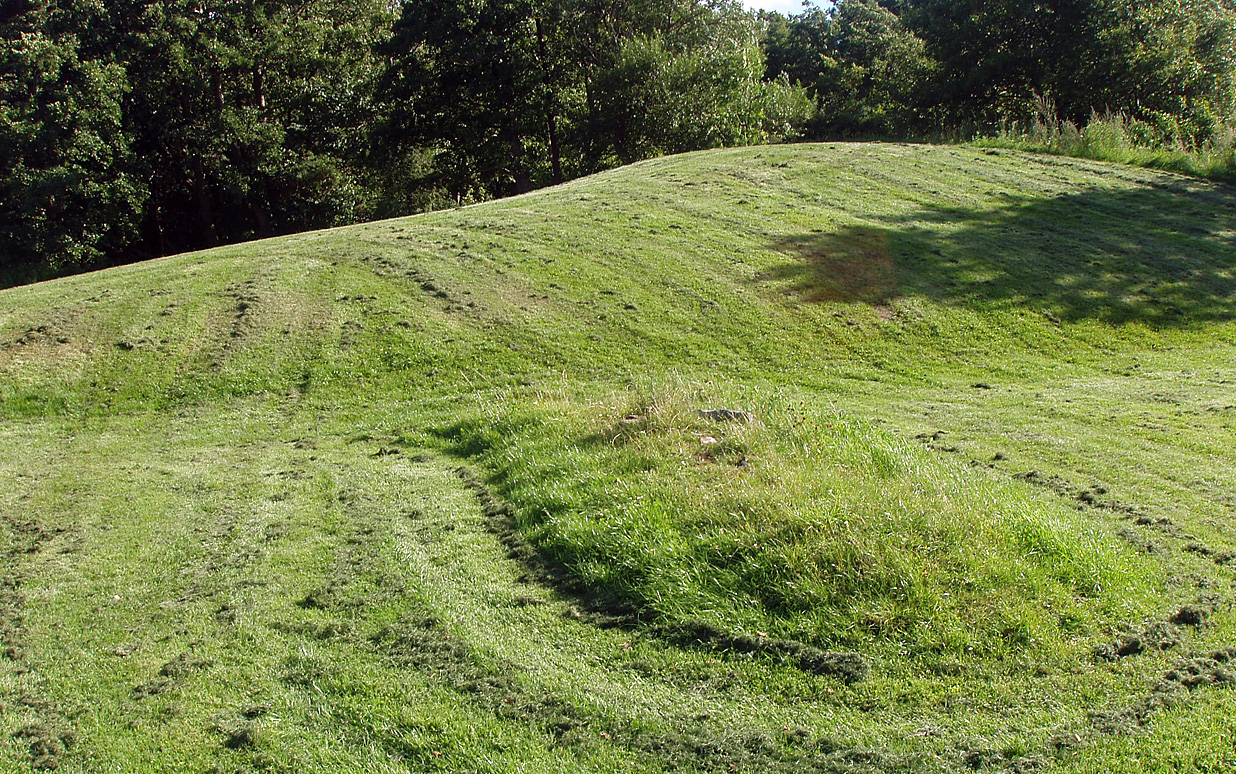
Bara ett fåtal murrester återstår av byggnaderna, men vallen syns fortfarande tydligt.

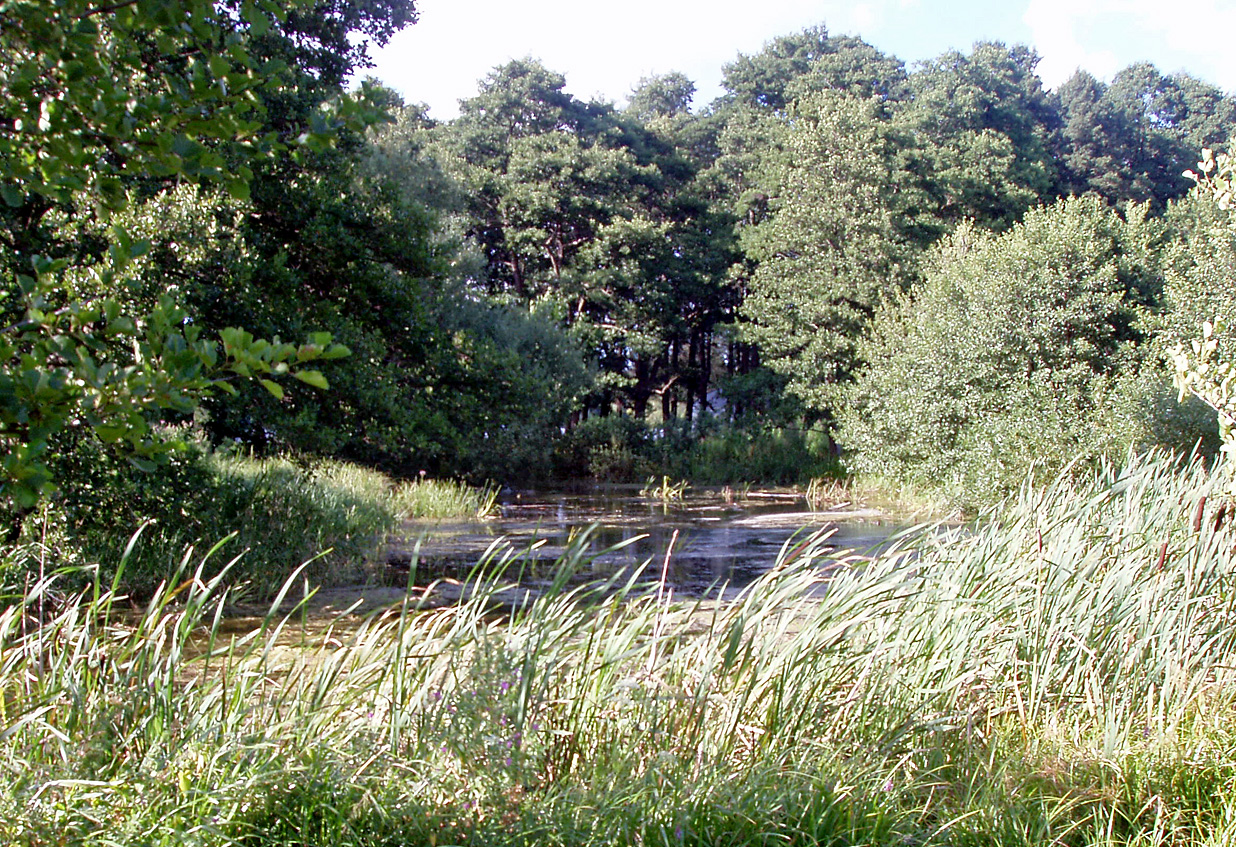
Vallgraven vid Hjortholm Voldsted.

Hjortholm Voldsted är en dansk fornborg i den sydöstra änden av sjön Furesø, vid Frederiksdal i Sorgenfri sogn, Lyngby-Tårbæks kommun på Själland.
Fornborgen (danska: voldsted) är resterna efter en kungsborg från medeltiden, som senare övergick till roskildebiskoparna. Platsen nämns första gången 1275. I förbindelse med anläggningen har det funnits driftsbyggnader, en kvarnanläggning vid Frederiksdal och troligen även tegeltillverkning. Efter reformationen kom det tillhörande godset under kronan, och Fredrik III uppförde jaktslottet Frederiksdal nordost om platsen. 
Det som återstår av borgen består av en bank som mäter cirka 60 x 70 m, omgiven i väster av Furesøen, i norr och öster av en låg ca. 15 m bred vattenfylld vallgrav. Området, som är fridlyst, är starkt skadat av en kanalanläggning, men även av sjön äter sig in i borgbanken.